# Jeux afro-asiatiques
Les Jeux afro-asiatiques sont une compétition internationale multisports disputée par les sportifs asiatiques et africains, organisée conjointement par le Conseil olympique d'Asie et l'Association des Comités Nationaux Olympiques d'Afrique. Elle n'a connue qu'une édition, en Jeux afro-asiatiques de 2003.

## Histoire
En mars 1983, une réunion se tient au Koweït les deux associations continentales découlant sur un accord pour la création de Jeux afro-asiatiques, avec une première édition évoquée à New Delhi ; le Conseil  olympique d'Asie attribue ensuite fin 1983 les premiers Jeux afro-asiatiques au Koweït en 1985. La compétition est alors prévue du 25 novembre au 2 décembre 1985, avec cinq sports au programme : l'athlétisme, la boxe, le football et le handball. Cette édition est reportée jusqu'à nouvel ordre par le COA et l'ACNOA quelques mois avant la compétition en raison d'incertitudes politiques, puis abandonnée. En 1989, New Delhi est choisie pour accueillir les premiers Jeux en novembre 1991, avec un programme élargi à 10 sports ; le projet ne se concrétise pas.
Le projet est relancé par l'Association olympique indienne en 1999, avec une présentation lors des Jeux africains de 1999 à Johannesbourg.
La compétition est programmée du 3 au 11 novembre 2001 à New Delhi ; à l'été 2001, les sites sont quasiment prêts, une cérémonie d'ouverture est prévue au Jawaharlal Nehru Stadium, un programme de huit sports est annoncé, et une mascotte, le lion Sheru, ainsi qu'un emblème, la Porte de l'Inde sont présentés. Les attentats du 11 septembre 2001 aux États-Unis changent la donne et mènent à un énième report.
En 2002, l'Association olympique indienne annonce que le COA et l'ACNOA ont décidé d'une édition du 24 octobre au 1er novembre 2003 en Inde. La première édition se déroule enfin à Hyderabad ; la compétition est dominée par la Chine avec 25 médailles d'or, l'Inde remportant quant à elle le plus grand nombre de médailles avec 80 médailles.
En janvier 2005, Alger est nommé pour accueillir les deuxièmes Jeux afro-asiatiques à la suite des Jeux africains de 2007. En juillet 2007, le président de l'ACNOA Lassana Palenfo annonce que les Jeux sont reportés, accusant les Asiatiques de ne pas aligner leurs meilleurs athlètes :« L'Afrique est fin prête pour organiser ces jeux. Seulement, les Asiatiques n'ont pas aligné les médaillés des Jeux asiatiques de Doha au Qatar. On s'attendait à recevoir plus de 500 athlètes, malheureusement, moins de 150 sont effectivement fin prêts pour ces jeux. ». L'Association olympique indienne blâme quant à elle le Comité olympique algérien pour son « manque d'initiative ». Cette édition ne sera jamais disputée.

## Éditions
| Édition | Année | Ville     | Pays    | Dates                                  |
| ------- | ----- | --------- | ------- | -------------------------------------- |
| I       | 1985  | Koweït    | Koweït  | 25 novembre - 2 décembre 1985 - Annulé |
| I       | 1991  | New Delhi | Inde    | Annulé                                 |
| I       | 2001  | New Delhi | Inde    | 3 novembre - 11 novembre 2001 - Annulé |
| I       | 2003  | Hyderabad | Inde    | 24 octobre - 1er novembre 2003         |
| II      | 2007  | Alger     | Algérie | Annulé                                 |